# جمعية السرطان الهولندية
'الجمعية الهولندية للسرطان (DCS؛ باللغة الهولندية: 'KWF Kankerbestrijding) هي جمعية هولندية ملتزمة بمكافحة السرطان من خلال البحث العلمي والتعليم ودعم المرضى وجمع التبرعات بالتعاون مع المتطوعين والمانحين والمرضى والأطباء والباحثين. ومن خلال هذا الالتزام، تستهدف DCS الحد من الإصابة بالسرطان، وزيادة فرص الشفاء، وتحسين نوعية الحياة لمرضى السرطان. شعارها هو "الجميع يستحق الغد".

## التأسيس
تأسست الجمعية الهولندية للسرطان في عام 1949. احتفلت جلالة الملكة فيلهلمينا، ملكة هولندا في ذلك الوقت، باليوبيل الذهبي لتوليها العرش في عام 1948 وحصلت على "هدية وطنية" بقيمة تقترب من مليوني جيلدر هولندي (تساوي حاليًا أكثر من ثمانية ملايين يورو )، والتي قررت تخصيصها لمكافحة السرطان. تأسست مؤسسة صندوق الملكة فيلهلمينا ( Stichting Koningin Wilhelmina Fonds ) في مارس 1949 لإدارة هذه الأموال. أسست مجموعة من كبار الشخصيات في أمستردام جمعية لدعم صندوق الملكة فيلهلمينا ( 'Vereniging tot Steun aan het Koningin Wilhelmina Fonds' ) في نفس الشهر، لجمع الأموال حتى تتمكن المؤسسة من مواصلة عملها بعد إنفاق الهدية الوطنية. دُمجت الجمعية والمؤسسة في منظمة واحدة بقيادة مجلس إدارة في 1 يونيو 2007.

## التمويل
لا تتلقى جمعية السرطان الهولندية أي دعم مالي من الحكومة. في حين أن جمع التبرعات السنوي من الباب إلى الباب [الإنجليزية] يشكل مصدرًا مهمًا للإيرادات، فإن الجمعية تتلقى أيضًا تبرعات من أكثر من 800000 متبرع منتظم ومشارك في اليانصيب (حوالي 5٪ من إجمالي سكان هولندا، أي حوالي 17 مليونًا) ومن حوالي 1.5 مليون شخص في جميع أنحاء العالم. 20 ألف شركة. تشارك DCS في إيرادات العديد من اليانصيب الوطني، وتنظم يانصيبها الموسمي الخاص، وتحصل على أكثر من 40% من إيراداتها من الميراث. لدى الجمعية أكثر من 1600 قسم محلي في جميع أنحاء البلاد. يقوم مئات الأفراد كل عام بتنظيم أنشطة لجمع التبرعات لصالح DCS، على سبيل المثال تحدي ألب دوزيس الخيري، وRide for the Roses ، والأحداث المحلية المستمدة من مفهوم US Relay for Life . جمع ما يزيد قليلاً على 64000 جيلدر (تساوي حاليًا حوالي 250000 يورو) في عام 1949؛ وفي عام 2008 تم جمع ما يقرب من 100 مليون يورو.

## استخدام الإيرادات
ينفق 80% من الميزانية بعد خصم التكاليف (16% من الإيرادات) على البحث العلمي. لا تقوم الجمعية الهولندية للسرطان بإجراء أي أبحاث بنفسها، لكنها تقوم بتمويل الأبحاث العلمية في الجامعات ومعاهد الأبحاث الأخرى. في حين تسهل DCS حوالي نصف أبحاث السرطان التي تجري في هولندا، فإن الحكومة تفعل الشيء نفسه بالنسبة للنصف الآخر. استثمرت DCS في حوالي 350 مشروعًا بحثيًا مستمرًا. وأنفقت 54 مليون يورو على الأبحاث وتدريب الباحثين في عام 2008. تعتمد الجمعية الهولندية للسرطان في تثقيف المرضى وعامة الناس على المعرفة التي تم الحصول عليها من خلال البحث حول حدوث السرطان وعلاجه. أنفقت الجمعية 17 مليون يورو (20% من ميزانيتها) على التعليم ودعم المرضى في عام 2008.